# 346 v. Chr.
Portal Geschichte | Portal Biografien | Aktuelle Ereignisse | Jahreskalender | Tagesartikel

◄ |
5. Jahrhundert v. Chr. |
4. Jahrhundert v. Chr. |
3. Jahrhundert v. Chr. |
►

◄ | 360er v. Chr. | 350er v. Chr. | 340er v. Chr. | 330er v. Chr. |
320er v. Chr. |
►

◄◄ | ◄ | 349 v. Chr. | 348 v. Chr. | 347 v. Chr. | 346 v. Chr. |
345 v. Chr. |
344 v. Chr. |
343 v. Chr. |
► |
►►

## Ereignisse
- Mit aus Ägypten geschickten griechischen Söldnern unter Mentor von Rhodos stellt sich Tennes von Sidon dem auf Ägypten vorrückenden Truppen des achämenidischen Perserkönigs Artaxerxes III. entgegen und kann gegen dessen Satrapen Belesys II. und Mazaios auch Erfolge erzielen.
- Der Friede des Philokrates beendet den Dritten Heiligen Krieg in Griechenland. Makedonien wird anstelle der Phoker in die Delphische Amphiktyonie aufgenommen.